# 夏の終わりに 〜Acoustic Version〜
『夏の終わりに 〜Acoustic Version〜』（なつのおわりに アコースティック・ヴァージョン）は、日本のバンド、T-BOLANのアコースティックアルバム（規格品番はROCL-6003）。1992年9月22日に発売。発売元はROCK IT RECORDS。
T-BOLANがすでに発表していたシングル、アルバム収録曲から4曲をアコースティックアレンジにし直したものに加え、新曲「遠い恋のリフレイン」「夏の終わりに」を含む全6曲。
1993年4月3日には、ZAIN RECORDSから再発売された（規格品番はZACL-2003）。

## 収録曲
| 全作詞: 森友嵐士、全編曲: T-BOLAN・葉山たけし。 |                          |           |            |      |
| #                                               | タイトル                 | 作詞      | 作曲       | 時間 |
| 1.                                              | 「サヨナラから始めよう」 | 森友嵐士  | 織田哲郎   | 5:38 |
| 2.                                              | 「あふれでる感情」       | 森友嵐士  | 森友嵐士   | 5:36 |
| 3.                                              | 「遠い恋のリフレイン」   | 森友嵐士  | 森友嵐士   | 4:39 |
| 4.                                              | 「Teenage Blue」         | 森友嵐士  | 森友嵐士   | 4:51 |
| 5.                                              | 「Heart of Gold」        | 森友嵐士  | 川島だりあ | 4:51 |
| 6.                                              | 「夏の終わりに」         | 森友嵐士  | 五味孝氏   | 4:55 |
| 合計時間:                                       | 合計時間:                | 合計時間: | 30:30      |      |

### 解説
1. サヨナラから始めよう
4thシングル。
2. あふれでる感情
2ndアルバム『BABY BLUE』収録曲。
3. 遠い恋のリフレイン
新曲。後にコブクロによってカヴァーされた。同グループのアルバム『ALL COVERS BEST』（2010年）に収録。
4. Teenage Blue
3rdシングル『JUST ILLUSION』のカップリング曲。
5. Heart of Gold
2ndシングル『離したくはない』のカップリング曲。
6. 夏の終わりに
新曲。

## 参加ミュージシャン
- 大黒摩季
- 生沢佑一
- 葉山たけし